# 流行発信
株式会社流行発信（りゅうこうはっしん、Ryuko Hasshin,Inc）は、愛知県名古屋市中区に本社を置く出版社である。

## 概要
1985年（昭和60年）設立の出版社で流行発信グループの一社。『Cheek』や『Spy Master TOKAI』、『TOKAI SPY GiRL』などの東海3県向けファッション雑誌のほか、ムック本や書籍などを出版している。
グループ会社には持株会社である流行発信ホールディングスやコミュニティ放送局のMID-FM、フリーペーパーの発行を行う名古屋リビング新聞社などがある。

## 沿革
- 1985年（昭和60年）12月 - 「株式会社名古屋流行発信」として設立。月刊CHEEKを中部経済新聞社より買収。
- 2002年（平成14年）11月 - 有限会社マンボウエージェンシーを吸収合併。
- 2009年（平成21年）9月 - 「株式会社流行発信」に商号を変更。株式会社ダブリュエヌコーポレーションより『Spy Master TOKAI』および『TOKAI SPY GiRL』の事業を譲り受けスパイ事業部を新設。

## 事業所
- 本社（愛知県名古屋市中区）
- 東京営業所（東京都新宿区）